# Dhevvadhoo
Dhevvadhoo is een van de bewoonde eilanden van het Gaafu Alif-atol behorende tot de Maldiven.

## Demografie
Dhevvadhoo telt (stand maart 2007) 500 vrouwen en 542 mannen.